# موسى كالون
موسى كالون (بالإنجليزية: Musa Kallon)‏، لاعب كرة قدم سيراليوني سابق، لعب مع عدة أندية مثل نادي موناكو الفرنسي، وهو أخو اللاعب محمد كالون.
و قد لعب مع منتخب سيراليون لكرة القدم.

## وصلات خارجية
- موسى كالون على موقع اتحاد تركيا (لاعب) (الإنجليزية)
- موسى كالون على موقع قاعدة بيانات كرة القدم.إي يو (الإنجليزية)
- موسى كالون على موقع ناشيونال فوتبول تيمز (الإنجليزية)
- موسى كالون على موقع عالم كرة القدم.نت (الإنجليزية)